# Fußgängerdiplom
Das Fußgängerdiplom (FD) ist ein Befähigungsnachweis für junge Fußgänger im Straßenverkehr. Die Urkunde bescheinigt Kindern nach einer etwa dreiwöchigen intensiven praktischen und theoretischen Ausbildung mit anschließender Prüfung, dass sie fähig sind,
sich hier sicher, selbstständig und partnerbezogen zu Fuß zu bewegen. Das von der Schulleitung, der Polizei oder der Deutschen Verkehrswacht ausgestellte Leistungszeugnis soll Kindern das Selbstbewusstsein vermitteln, eigenverantwortlich den Schulweg gestalten zu können. Gleichzeitig soll es Eltern die Entscheidung erleichtern, dies ihren Kindern zuzutrauen. Das für die Schulwegsicherheit richtungweisende didaktische Konzept wurde in seiner Entstehungs- und Evaluationsphase vom Land Baden-Württemberg finanziell und personell gefördert.

## Entstehungsgeschichte
Das Fußgängerdiplom wurde 1976 von Siegbert A. Warwitz in Analogie zum Führerschein und zur Radfahrprüfung ins Leben gerufen.
Eine hohe (und stetig steigende) Quote der Schulwegunfälle Ende der 70er Jahre legte es nahe, nach neuen, kindgemäßeren Formen der Verkehrserziehung zu suchen. Außerdem sollte die von besorgten Eltern verursachte, besonders unfallträchtige „Schul-Rushhour“ vermieden werden. So entstanden in Karlsruhe auf der Basis des reformpädagogischen Gedankenguts, insbesondere einer kritisch rezipierten Montessori-Pädagogik, das Didaktikmodell einer Verkehrserziehung vom Kinde aus und in ihrem Gefolge praktisch-methodische Realisierungsformen wie das Karlsruher 12-Schritte-Programm (KZSP) und das Fußgängerdiplom (FD). Dieses folgt dem Gedanken, den bis dahin gängigen „belehrenden Verkehrsunterricht“ durch ein Lehr- und Lernkonzept zu ergänzen, welches die Interessen, die Eigentätigkeit und die Kreativität der Kinder stärker berücksichtigt und sie damit lebensnäher erzieht. Das Lernmodell verdankt nicht zuletzt seine internationale Verbreitung dem Fußgängerdiplom.

## Zielsetzung und Aufbau
Das Fußgängerdiplom ist vorrangig auf Schulanfänger und ältere behinderte Kinder ausgerichtet. Es soll zum geübten, kritischen, selbstsicheren, autonomen Fußgänger führen. Die Kinder sollen dabei in weitestgehender Selbstbestimmung und Selbsttätigkeit „Verkehrsgefühl“, „Verkehrsintelligenz“ und angemessenes „Verkehrsverhalten“ entwickeln.
Im Gesamtkonzept der schulischen Verkehrserziehung knüpft das Fußgängerdiplom an das Karlsruher 12-Schritte-Programm an. Während dieses eine schnelle Erstsicherung des Kindes im hausnahen Verkehrsbereich intendiert und entsprechend für den Einsatz im Kindergarten und für die elterliche Verkehrserziehung konzipiert wurde, strebt das Fußgängerdiplom eine intensivere Auseinandersetzung mit den Problemen des Verkehrs und seinem Umgang an. Es soll zum mündigen Verkehrsteilnehmer führen. Seinen Platz hat es am Schulbeginn, wo es das volle Stundenvolumen im Rahmen der lehrplanmäßigen Verkehrserziehung des ersten Schuljahrs nutzen kann.
Der angestrebte Weg zum mündigen Verkehrsteilnehmer leitet die Kinder in drei Lernphasen vom Spielen in Schonräumen über das Experimentieren in entschärften Verkehrssituationen zum Training in der Ernstsituation des realen Straßenverkehrs.

## Methode und Inhalte
Die Ausbildung zum Fußgängerdiplom ist als fächerübergreifender Projektunterricht angelegt, der in einer Zeitspanne von drei Wochen etwa 20 Stunden beansprucht. Im Mittelpunkt des Projekts stehen die Handlungsfächer Sport, Gemeinschaftskunde, Bildnerisches Gestalten und Musik, die im Verbund arbeiten. Aber auch Theoriefächer wie Deutsch- und Rechenunterricht werden themengerecht einbezogen. Es geht um Erfahrungen mit Eigen- und Fremdbewegungen, um optische und akustische Wahrnehmung, um die Gestaltung von verkehrsdienlichen Hilfsmitteln wie Verkehrszeichen und Verkehrsarrangements, um sprachliche und nichtsprachliche Kommunikation, um die Verbalisierung von Ängsten und um Lösungen für Probleme beim Verkehren. Die Kinder lernen, sich im Verkehr zu verständigen, auch unter Ablenkung richtig zu reagieren, Hinweis-, Gebots- und Verbotsschilder zu unterscheiden und selbst zu entwerfen. Sie planen und realisieren miteinander Bahnen- und Kreuzungsverkehr und kooperieren dabei mit radfahrenden Viertklässlern. Funktionen wie die des Verkehrspolizisten oder von Ampeln werden von den Kindern selbst wahrgenommen.
Charakteristisch für das Karlsruher Didaktikmodell ist auch die Beteiligung älterer Schüler der Abschlussklassen und interessierter Eltern im Rahmen der Ausbildung und Abschlussprüfung zum Fußgängerdiplom. Als „Schutzengel“ kommt ihnen die Verantwortung für ein bestimmtes Kind zu. Sie werden damit unaufdringlich gleichzeitig auch mit den Regeln des Fußgängerverkehrs und dem Verhalten von Kindern im Verkehr vertraut gemacht. Das Engagement wird mit einem von den Kindern entworfenen „Schutzengeldiplom“ honoriert.

## Lernkontrolle
Eine Erfolgskontrolle stellt sicher, dass die vorgegebenen Lernziele während des Projekts auch tatsächlich erreicht sind bzw. an welcher Stelle neu angesetzt werden muss. Diese Schlussüberprüfung besteht in einem Gang durch den realen Verkehr in Begleitung eines speziell geschulten Mentors („Schutzengels“). Dabei wird jedes einzelne Kind mehrfach an kritische Verkehrsstellen geführt und mit Gefahren konfrontiert, bei denen es sachgerecht entscheiden und handeln muss. Dies kann beliebig oft wiederholt werden. Die „Prüfung“ gilt als bestanden, wenn das Kind mindestens zwölf Aufgaben hintereinander sicher bewältigt hat. Die erfolgreiche Teilnahme an Projekt und Prüfgang wird von Schulleiter und Klassenlehrer mit Unterschrift und Schulsiegel beurkundet. Sie berechtigt, ein entsprechendes Abzeichen zu tragen. Mit dem Fußgängerdiplom erwirbt das Kind in der Regel die erste offizielle Leistungsurkunde seines Lebens. Sie ist sehr begehrt und motiviert die Kinder, sich als Nächstes der Radfahrprüfung zu stellen.

## Erfolgsbilanz
Der verkehrsdidaktische Wert des Fußgängerdiploms lässt sich nicht auf den Aspekt Unfallreduzierung verengen. Es trägt zur Verkehrserziehung mehr bei als das bloße Verhüten von Unfällen, indem es das „Miteinander Verkehren“ als Teil des positiven kommunikativen und kooperativen menschlichen Umgangs in das Bildungsgeschehen einbringt. Es ist mehr als Mobilitätserziehung zur Erhöhung der Fußgängersicherheit. Dennoch sind auch die Erfolge auf dem die Öffentlichkeit stark interessierenden Gebiet der Unfallentwicklung, die in den letzten Jahrzehnten im Verbund mit anderen sichernden Maßnahmen erreicht wurden, augenscheinlich und statistisch nachweisbar:
Die schulzeitbegleitenden empirischen Erhebungen zum Fußgängerdiplom verzeichneten weder während der Projektphasen noch in der verbleibenden Schulzeit nennenswerte Verkehrsunfälle bei den beteiligten Kindern.
Großräumig ergibt sich nach den offiziellen Statistiken der folgende Befund:
Im Jahr 1972 verunglückten nach den Angaben des ADAC (in der kleineren BRD bei einem deutlich geringeren Verkehrsaufkommen) noch 71.278 Kinder auf den deutschen Straßen, 35.038 davon als Fußgänger, die meisten auf dem Schulweg. Diese Zahl stieg bis zum Jahre 1978 weiter auf 72.129 verunglückte Kinder an.
Nach der didaktischen Neuorientierung der Verkehrserziehung zu einer „Verkehrserziehung vom Kinde aus“, der damit verbundenen Einführung des Fußgängerdiploms (1976) und flankierender personalintensiver und verkehrstechnischer Maßnahmen erfolgte dann eine deutliche Trendwende in Form einer kontinuierlichen Reduzierung der Unfallzahlen von Kindern, die bis heute anhält.
Ein wesentliches Ziel des Fußgängerdiploms bleibt es, die Eltern von der kontraproduktiven Maßnahme des Elterntaxi zu überzeugen und über die Verselbstständigung und sichtbare Qualifikation ihrer Kinder durch das Fußgängerdiplom zur Vermeidung der besonders gefahrenträchtigen „Schul-Rushhour“ zu veranlassen.
Das verkehrspädagogische Didaktikmodell „Verkehrserziehung vom Kinde aus“ mit seiner zentralen Realisierungsform „Fußgängerdiplom“ erfuhr am  12. Oktober 1995 im Rahmen eines feierlichen Festakts im Kongresszentrum Karlsruhe im Auftrag des Bundespräsidenten Roman Herzog von Christiane Herzog eine offizielle Würdigung. Der Autor wurde dabei für seine Verdienste um die Verkehrserziehung und Verkehrssicherheit von Kindern mit einem Preis aus dem Werk des Künstlers Bruno Epple ausgezeichnet. Die auf Initiative der Deutschen Verkehrswacht erfolgte Preisverleihung war mit einer gemeinnützig ausgerichteten Spende von 100.000 DM verbunden.